# Agribank
Agribank (Vietnam Bank for Agriculture and Rural Development, på vietnamesiska Ngân hàng Nông nghiệp và Phát triển Nông thôn Việt Nam) är en av de största bankerna i Vietnam med fokus på jordbrukssektorn. Företaget grundades 1988 och var 2004 den bank med flest anställda och störst tillgångar av bankerna i Vietnam. Huvudkontorer ligger i Ba Ðình-distriktet i Hanoi.